# بيت الشرعبي (ملحان)

تعديل مصدري - تعديل

بيت الشرعبي هي إحدى قرى عزلة الشماسنة بمديرية ملحان التابعة لمحافظة المحويت، بلغ تعداد سكانها 541 نسمة حسب تعداد اليمن لعام 2004.